# 鲍德温 (佛罗里达州)
鲍德温（英語：Baldwin），是美国佛罗里达州杜瓦爾縣下属的一座城镇。建立于1876年。面积约为5.5平方公里（约合2.1平方英里）。根据2010年美国人口普查，该市有人口1,425人。论人口在本州排行第314。